# Geissorhiza esterhuyseniae
Geissorhiza esterhuyseniae är en irisväxtart som beskrevs av Peter Goldblatt. Geissorhiza esterhuyseniae ingår i släktet Geissorhiza och familjen irisväxter. Inga underarter finns listade i Catalogue of Life.